# Domenico Soliman
Pe. Domenico Soliman SSP (Thiene, 2 de junho de 1966) é presbítero católico italiano pertencente à Pia Sociedade de São Paulo. Em 2022, foi eleito superior-geral da dita congregação e oitavo sucessor do Beato Tiago Alberione.

## Biografia
Nasceu em Thiene, na província italiana de Vicenza, e ingressou na comunidade paulina local em 20 de setembro de 1977. Fez sua primeira profissão em Albano Laziale, em 8 de setembro de 1986, confirmando-a solenemente em 7 de setembro de 1992, em Roma.
Foi ordenado presbítero em 30 de setembro de 1995 em Vicenza, e aí serviu por vários anos, colaborando em diversas iniciativas diocesanas junto à Pastoral Juvenil e à Ação Católica, especialmente na Paróquia Imaculado Coração de Maria. Em 2018, tornou-se postulador geral da Família Paulina e, posteriormente, veio a servir como secretário-geral da Sociedade de São Paulo.
Em 15 de junho de 2022, foi eleito superior-geral no XI Capítulo Geral da congregação, realizado na Casa do Divino Mestre em Ariccia, sucedendo ao Pe. Valdir José de Castro, o primeiro paulino fora da Itália a assumir esse serviço.